# Теребушка (Ленінградська область)
Тере́бушка (рос. Терёбушка) — село в Кіровському районі Ленінградської області, Росія.